# 165 v.Chr.
165 v.Chr. is een jaartal volgens de christelijke jaartelling.

## Gebeurtenissen

### Klein-Azië
- Antiochus IV Epiphanes valt met een Grieks-Syrisch leger het koninkrijk Armenië binnen en neemt Artaxias I gevangen. Hij wordt gedwongen de heerschappij van de Seleuciden te erkennen.

## Geboren
- Sima Tan (~165 v.Chr. - ~110 v.Chr.), Chinese historicus

## Overleden
- Mattathias, Joods leider van de Makkabeeën